# La Légende de Lobo
Pour les articles homonymes, voir Lobo.
Pour plus de détails, voir Fiche technique et Distribution.
La Légende de Lobo (The Legend of Lobo) est un film américain de James Algar sorti en 1962. Ce film est inspiré d'une vieille légende du Sud-Ouest américain.

## Synopsis
Traqué depuis sa naissance, Lobo est un loup, que la mort prématurée des parents, abattus par des chasseurs alors qu'il n'était qu'un louveteau oblige à mener un combat pour sa survie dans le cadre sauvage des Montagnes Rocheuses. Orphelin, il a dû tout apprendre tout seul et au terme de ce combat pour la survie, il est devenu l'un des animaux les plus haïs.
Impitoyablement chassé par les hommes du Far-West, Lobo doit lutter contre les méfaits de la civilisation et se faire une place dans une nature souvent cruelle. Mais Lobo n'est pas seul, il y a d'autres loups, une louve, des louveteaux, des troupeaux dans lesquels il fait quelques ravages et le tueur texan, un chasseur expert dans la pose des pièges…
Tout dans la vie de Lobo n'aura été qu'une quête pour trouver un territoire où l'homme ne le pourchassera plus…

## Fiche technique
- Titre original : The Legend of Lobo
- Titre français : La Légende de Lobo
- Réalisation : James Algar
- Scénario : Dwight Hauser, James Algar d'après une histoire de Ernest Thompson Seton
- Narrateur : Rex Allen (VF : Robert Dalban)
- Images : Jack Couffer, Lloyd Beebe
- Montage : Norman Palmer
- Musique : Oliver Wallace
  - Orchestration : Walter Sheets
  - Chanson : Richard M. Sherman et Robert B. Sherman (générique)
  - Groupe musical : Allen and the Sons of the Pioneers
- Technicien du son : Robert O. Cook
- Producteur : Walt Disney, James Algar (coproducteur), Jack Couffer (producteur sur site), Erwin L. Verity (directeur de production)
- Société de production : Walt Disney Pictures et Calgary Limited
- Pays :  États-Unis
- Genre : Aventure
- Durée : 67 minutes
- Date de sortie : 7 novembre 1962

Sauf mention contraire, les informations proviennent des sources suivantes : Leonard Maltin, IMDb

## Sorties cinéma
Sauf mention contraire, les informations suivantes sont issues de l'Internet Movie Database.
- États-Unis : 7 novembre 1962
- Japon : 20 avril 1963, 14 avril 1973
- France : décembre 1963
- Finlande : 28 février 1964
- Suède : 25 mai 1964

## Sorties vidéo
- 2000 : DVD Zone 1
- 2008 : DVD Zone 1

## Origine et production
La Légende de Lobo est un film qui entre dans la tradition des films Disney sur les animaux de l'Ouest américain avec Les Aventures de Perri (1957) ou Nomades du Nord (1961). Le film a pour thème un loup de sa naissance d'une portée de cinq à sa vie d'adulte). Parmi les éléments de son destin que Lobo souhaite combattre on peut noter l'absence de la mère morte aggravée par celle de son père capturé).
Jack Couffer produira d'autres films pour Disney dont Un homme parmi les loups (1983) adaptation du roman Mes amis les loups (Never Cry Wolf) de Farley Mowat.

## Analyse
Pour Leonard Maltin, La Légende de Lobo contient les éléments que l'on peut attendre d'une équipe expérimentée de Disney en matière de docu-fiction animalière. Le film ne comporte que peu de moment mort mais il semble moins attrayant que Perri ou Nikki, le héros de Nomades du Nord principalement selon Maltin en raison de l'attrait plus faible des loups par rapport à l'écureuil et l'absence d'interaction avec les humains. Le point fort du film en dehors des images de qualités réside dans sa bande sonore interprétée par Rex Allen, un ancien cow-boy, et les Sons of the Pioneers.
Pour Bosley Crowther du New York Times, « le thème et l'action sont portés par la narration qui semble plus tenir dans son cœur le loup que ce que montrent les images, point que les plus jeunes ne verront pas. » 

## Diffusion à la télévision
La première diffusion à la télévision française a eu lieu le 25 février 1992 à 20h50 sur La Cinq.